# Kathryn Newton
Kathryn Love Newton (Orlando, 8 de fevereiro de 1997) é uma atriz norte-americana, mais conhecida por interpretar Allie Pressman na série de televisão The Society, Louise Brooks em Gary Unmarried, e Alex em Paranormal Activity 4. É conhecida também por interpretar Claire Novak na série de televisão Supernatural, Margaret no filme The Map of Tiny Perfect Things e Joanie Clark na série de época Halt and Catch Fire, mas ganhou destaque internacional como Abigail em Big Little Lies, em que interpreta a filha de Reese Witherspoon. Foi escalada para interpretar Cassie Lang no filme Ant-Man and the Wasp: Quantumania, que estreou em fevereiro de 2023.

## Biografia e carreira
Newton nasceu em Orlando, Flórida, filha única de Robin e David Newton. Ela começou a carreira aos 4 anos de idade. Fez sua estreia na televisão em dois episódios da novela All My Children, interpretando Colby Marian Chandler. Enquanto isso, Newton também atuou em dois curtas-metragens, Abbie Down East em 2002 e Bun-Bun em 2003. Quando ela tinha doze anos, sua família se mudou para Los Angeles, onde ela frequentou a Notre Dame High School.
Em 2008, Newton foi escalada para o papel de Louise Brooks na série de televisão do canal CBS Gary Unmarried, trabalhando ao lado de Jay Mohr, Paula Marshall, Keegan-Michael Key, Brooke D'Orsay, Malgarini Ryan, e Rob Riggle. A série ganhou o Young Artist Awards na categoria "Nova Comédia de TV Favorita" em 2009. Em 2010, Newton ganhou dois Young Artist Awards para "Melhor Performance em Série de Comédia de TV" e "Melhor Performance em Série de TV (Comédia ou Drama)" para Gary Unmarried. Newton desempenhou o papel de Chase Rubin-Rossi no filme Bad Teacher, em 2011, ao lado de Cameron Diaz. Em 2012 ela interpretou Alex em Atividade Paranormal 4, o quarto filme da franquia, e ganhou um prêmio no 34º Young Artist Awards por sua atuação no filme. A partir da décima temporada, ela teve um papel recorrente como Claire Novak em Sobrenatural. Em 2017, Newton apareceu na série da HBO Big Little Lies baseada no romance homônimo de Liane Moriarty. Ela também teve papéis importantes nos filmes Three Billboards Outside Ebbing, Missouri como Angela Hayes e Ben Is Back como Ivy Burns.
Newton interpretou Lucy no blockbuster de 2019 Pokémon: Detetive Pikachu, um filme live-action baseado no videogame de mesmo nome. Ela também desempenhou o papel principal como Allie na série mistério da Netflix The Society, que estreou em 10 de maio de 2019. Em 2020, ela estrelou o bem revisado filme de comédia de terror Freaky, dirigido por Christopher Landon, como uma adolescente que troca de corpo com um serial killer. Em 2021, ela apareceu em The Map of Tiny Perfect Things, dirigido por Ian Samuels. Ela estará interpretando Cassie Lang no filme do Universo Cinematográfico Marvel Homem-Formiga e a Vespa: Quantumania.

## Filmografia

### Cinema
| Ano  | Título                                    | Papel                        | Notas          |
| ---- | ----------------------------------------- | ---------------------------- | -------------- |
| 2002 | Abbie Down East                           | Mahala Burgess               | Curta-metragem |
| 2003 | Bun-Bun                                   | Chloe                        | Curta-metragem |
| 2011 | Bad Teacher                               | Chase Rubin-Rossi            |                |
| 2012 | Paranormal Activity 4                     | Alex Nelson                  |                |
| 2014 | The Martial Arts Kid                      | Rina                         |                |
| 2016 | Mono                                      | Katie                        |                |
| 2016 | A Housekeeper's Revenge                   | Laura                        |                |
| 2017 | Lady Bird                                 | Darlene                      |                |
| 2017 | Three Billboards Outside Ebbing, Missouri | Angela Hayes                 |                |
| 2018 | Blockers                                  | Julie Decker                 |                |
| 2018 | Ben Is Back                               | Ivy Burns                    |                |
| 2019 | Pokémon Detective Pikachu                 | Lucy Stevens                 |                |
| 2020 | Freaky                                    | Millie Kessler / The Butcher |                |
| 2021 | The Map of Tiny Perfect Things            | Margaret                     |                |
| 2023 | Ant-Man and the Wasp: Quantumania         | Cassie Lang                  |                |
| 2024 | Lisa Frankenstein                         | Lisa Swallows                |                |

### Televisão
| Ano       | Título              | Papel             | Notas                                                           |
| --------- | ------------------- | ----------------- | --------------------------------------------------------------- |
| 2002–2003 | All My Children     | Colby Chandler    | 2 episódios                                                     |
| 2008–2010 | Gary Unmarried      | Louise Brooks     | 37 episódios                                                    |
| 2013      | Dog with a Blog     | Emily Adams       | 3 episódios                                                     |
| 2014–2018 | Supernatural        | Claire Novak      | 6 episódios                                                     |
| 2016–2017 | Halt and Catch Fire | Joanie Clark      | 10 episódios                                                    |
| 2017-2019 | Big Little Lies     | Abigail Mackenzie | Elenco regular (2ª temporada); elenco recorrente (1ª temporada) |
| 2018      | Little Women        | Amy March         | Minissérie; 3 episódios                                         |
| 2019      | The Society         | Allie Pressman    | Papel principal                                                 |

## Prêmios e indicações
| Ano  | Prêmio              | Categoria                                                      | Resultado | Trabalho               |
| ---- | ------------------- | -------------------------------------------------------------- | --------- | ---------------------- |
| 2010 | Young Artist Awards | Melhor Performance em Série de Comédia de TV                   | Venceu    | Gary Ummarried         |
| 2010 | Young Artist Awards | Melhor Performance em Série de TV (comédia ou drama)           | Venceu    | Gary Ummarried         |
| 2010 | Young Artist Awards | Melhor Performance de Uma Atriz Jovem em Uma Série de TV       | Indicado  | Gary Ummarried         |
| 2011 | Teen Choice Awards  | Melhor Performance de Uma Atriz Coadjuvante em Uma Série de TV | Indicado  | Gary Ummarried         |
| 2013 | Young Artist Awards | Melhor Performance de Uma Atriz Jovem em Um Filme              | Venceu    | Atividade Paranormal 4 |